# Simaba warmingiana
Simaba warmingiana är en bittervedsväxtart som beskrevs av Adolf Engler. Simaba warmingiana ingår i släktet Simaba och familjen bittervedsväxter. Inga underarter finns listade i Catalogue of Life.